# Amryl Johnson
Amryl Johnson, née le 6 avril 1944 à Trinidad, est une écrivaine. Elle passe la majeure partie de sa vie en Grande-Bretagne et meurt le 1er février 2001.

## Biographie

### Enfance, formation et débuts
Née à Tunapuna (Trinité), elle grandit chez ses grands-parents jusqu'à l'âge de 11 ans et rejoint ses parents en Grande-Bretagne,. Elle a suivi ses études secondaires à Londres et a poursuivi des études de littérature britannique, africaine et caribéenne à l'Université du Kent. Une grande partie de son travail porte sur la nature diasporique de sa vie et sur l'hostilité à laquelle elle est confrontée en Grande-Bretagne. Pendant un certain temps, elle a enseigné à l'Université de Warwick mais s'est généralement gagné sa vie en écrivant et en jouant. À la fin des années 1980, elle s'installe à Coventry.
Sequins for a Ragged Hem (1988) raconte la deuxième tournée de retour de Johnson à Trinidad comme un «retour aux sources» spirituel rendu problématique, entre autres raisons, par le fait que la maison où elle est née avait été démolie.
Le travail de Johnson a été inclus dans plusieurs anthologies, notamment News for Babylon: The Chatto Book of Westindian-British Poetry (1984), Let It Be Told: Essays by Black Women in Britain (1987), Watchers & Seekers: Creative Writing by Black Women in Grande-Bretagne (1987), The New British Poetry (1988), Delighting the Heart (1989), Creation Fire: A CAFRA Anthology of Caribbean Women's Poetry (1990), Taking Reality by Surprise (1991), Daughters of Africa (1992) et AUTRE : Poésie britannique et irlandaise depuis 1970 (1999).

## Œuvres
- Shackles, poetry (1983)
- Long Road to Nowhere, poetry (Virago, 1985)[6]
- Sequins for a Ragged Hem, travel writing (Virago, 1988)[6]
- Blood and Wine, audio recording (Cofa Press, 1991)[6]
- Gorgons, poetry (Cofa Press, 1992)[6]
- Tread Softly in Paradise (Cofa Press)[6]
- Calling, poetry (2000)[6]